# Kevin King (giocatore di football americano)
Kevin King (Oakland, 5 maggio 1995) è un giocatore di football americano statunitense che milita nel ruolo di cornerback per gli Atlanta Falcons della National Football League (NFL).

## Carriera universitaria
King al college giocò a football con i Washington Huskies dal 2013 al 2016. Iniziò la carriera universitaria come safety prima di spostarsi nel ruolo di cornerback nel 2015. Nel corso della esperienza nel college football totalizzò 164 tackle e sei intercetti.

## Carriera professionistica

### Green Bay Packers
King fu scelto nel corso del secondo giro (33º assoluto) nel Draft NFL 2017 dai Green Bay Packers. Debuttò come professionista subentrando nella gara del primo turno contro i Seattle Seahawks. Nel 2019 King si classificò quarto nella NFL con 5 intercetti.

### Atlanta Falcons
L'8 aprile 2024 King firmó con gli Atlanta Falcons.